# Делія (одяг)
Делія — верхній неприталений вид одягу у вигляді плаща, який носили шляхта і міщани в Україні та Польщі в ХVI - ХVIІ сторіччі. 
Шили делію з вовни чи коштовніших матеріалів, часто оздоблювали хутром.  Звичайні делії мали короткі, вільні та розрізні рукави–вильоти та металеві ґудзики, але були дуже багаті делії, із золотими ґудзиками та соболиними комірами. Часом її носили розіп'ятою, наопашки, лише накинутою на плечі. Часто змінювався крій делії, довжина коміра тощо.
Заможні міщани носили взимку коротке футро (футерко) з лисячого хутра або овчини з відложистим коміром з більш цінного хутра. Коли виходили з дому в дорогу, то зверху на футро одягали делію, довгу шубу з хутра білого ведмедя або з вовчого. Така шуба покривалася зверху сукном і мала дуже довгі рукави, які не одягали. Що вищим був хутряний комір делії, тим більше вона цінувалася. 
Делія була також улюбленим парадним одягом гусарів, кінних вершників. 
З часом делія втратила привілей бути лише панським одягом і стала мало відрізнятися від киреї з простого сукна.